# Jan de Bisschop
Jan de Bisschop, ou Giovanni Episcopio, Joannes Episcopius, Janus de Episcopius, Johannes Episcopius, au monogramme JE (né en mai, juin ou juillet 1628 à Amsterdam et mort le 6 ou 7 novembre 1671 à La Haye), est un avocat qui devient un peintre et graveur du siècle d'or néerlandais.

## Biographie
Jan de Bisschop est le fils du marchand d'Amsterdam Harmen Jansz. de Bisschop (1588-1637), descendant d'une famille de notaires gantois, et son épouse Aaltje Adriaensz. van Noort (* 1603). Son grand-père Jan Philipsz de Bisschop (1549-1623) a laissé à sa mort une fortune de 120 000 florins, grâce à son investissement dans la Compagnie néerlandaise des Indes orientales, permettant ainsi à la famille de s'offrir une demeure seigneuriale au Keizersgracht 97.
Dans les années 1649 à 1652, Jan étudie le droit à l'université de Leyde. En 1652, il obtient son doctorat avec sa thèse Disputatio juridica inauguralis de mari. Le 8 mai de la même année, il est admis au barreau de la Cour de justice de La Haye. Il épouse Anna Baerle, fille de Gaspard van Baerle, professeur à l'Athenaeum Illustre, à La Haye le 2 décembre 1652.

Vue du Rhin à Düsseldorf au-dessus de la grue du Vieux Port en direction de la citadelle (à gauche).

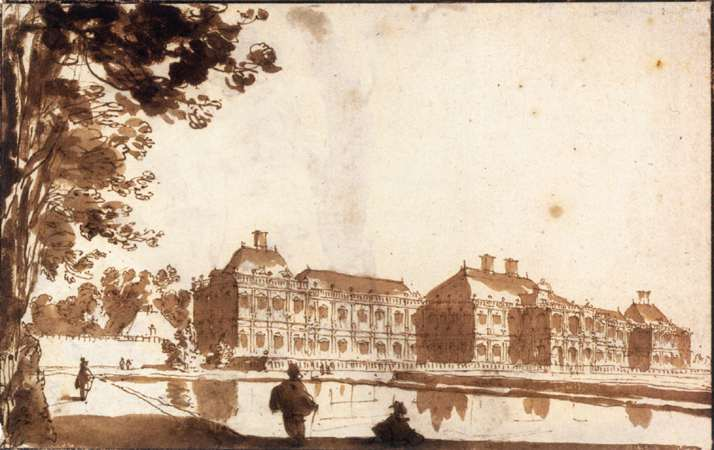
Vue de Huis ter Nieuburch près de Ryswick.

Ses premiers dessins connus montrent des vues d’Amsterdam, de Berg-op-Zoom, de Hoogstraten, de Malines et de Bruxelles datant de 1648 et 1649. Des paysages de la région de Leyde sont connus de ses études.
Selon le RKD, il apprend à dessiner auprès de Bartholomeus Breenbergh, peut-être entre 1644 et 1648 : il existe des similitudes dans le style de dessin, Bisschop s'étant approprié la technique de l’étirage de Breenbergh, dont il reproduit deux peintures en 1644 et 1647.
Il influence à son tour Jacob van der Ulft. Tous deux sont issus de bonnes familles et sont des exemples de peintres qui pratiquent l'art plus pour le plaisir que pour gagner leur vie.
Bisschop est l'un des membres fondateurs de la Confrérie Pictura et produit dans les années 1670 deux livres destinés à servir de matériel pédagogique aux jeunes artistes, constitués de ses propres copies d'artistes classiques, mais aussi de copies du voyageur romain Pieter Donker. L'un avec 112 estampes est produit dans les années 1668-1669 sous le nom de Signorum Veterum Icones, et l'autre est imprimé en 1671 sous le nom de Paradigmata Graphices variorum Artificum. Selon Arnold Houbraken, il a rendu un grand service aux arts avec ses dessins pédagogiques copiés sur les artistes comme Le Tintoret, Jacopo Bassano, Annibale Carracci, Paul Véronèse, Rubens et Antoine van Dyck.
Il passe peut-être quelques mois en Italie. On suppose qu'un voyage a lieu au cours de l'été 1657, au cours duquel il réalise plus de 75 vedutas, par exemple d'Albano Laziale, Bracciano, Velletri, Tivoli, Naples, ainsi que Rome et ses environs, ainsi que de nombreuses études de monuments romains (Colisée, basilique Santi Cosma e Damiano, église San Gregorio al Celio, église Santa Sabina de Rome, Tombeaux des Horaces, Pyramide de Cestius, Capitole, basilique Saint-Jean-de-Latran, Temple d'Antonin et Faustine, Porta Tiburtina, basilique Saint-Paul-hors-les-Murs et basilique Santa Maria del Popolo ainsi que le Pont Milvius). En revanche, les dessins de reliefs antiques (album du Victoria and Albert Museum), qui appartiennent stylistiquement à une phase ultérieure, n'ont pas été réalisés lors d'un deuxième voyage à Rome, mais sous forme de copies basées sur les 50 gravures des Icones et segmenta… quae Romae adhuc extant… de François Perrier (1ère édition Rome 1645, puis juin 1650 Paris).
Bisschop est un ami proche des membres de la famille Huygens de La Haye. Son orientation classique est attribuée à l'influence de Constantijn Huygens, ainsi qu'à son admiration pour Nicolas Poussin et d'autres artistes français contemporains, comme l'indiquent ses vues théoriques sur l'art et ses efforts pour remplacer les corporations aux réglementations médiévales. Nommé secrétaire de la Confrérie Pictura locale en 1659 et 1662, il aurait décliné ce poste pour des raisons professionnelles.
Dans une lettre datée du 20 janvier 1661, Constantin Huygens écrit à son frère Christian, qui est à Paris, que Bisschop a fondé une « Académie de peintres » avec quatre ou cinq autres. Quatre fois par semaine, ils dessinent sur un modèle nu nommé Antonij.
L'œuvre imprimée de Bisschop se compose exclusivement de gravures et a été publiée dans deux publications aux côtés de portraits individuels.
Il meurt de tuberculose à l'âge de 43 ans.

## Publications
- Dispute juridica inauguralis de mari. Thèse, Leiden 1652.
- Icônes Signorum veterum. Deux volumes, La Haye 1668/1669.
- Paradigmata graphus variorum artificum. Deux volumes, La Haye 1671.